# British Rail Class 143
British Rail Class 143 "Pacer" - typ spalinowych zespołów trakcyjnych budowanych w latach 1986-1987 przez szkockie firmy Andrew Barclay Sons & Co. oraz Walter Alexander Coachbuilders. Łącznie wyprodukowano 25 zestawów, które obecnie są używane przez przewoźników Arriva Trains Wales oraz First Great Western. 

## Linki zewnętrzne

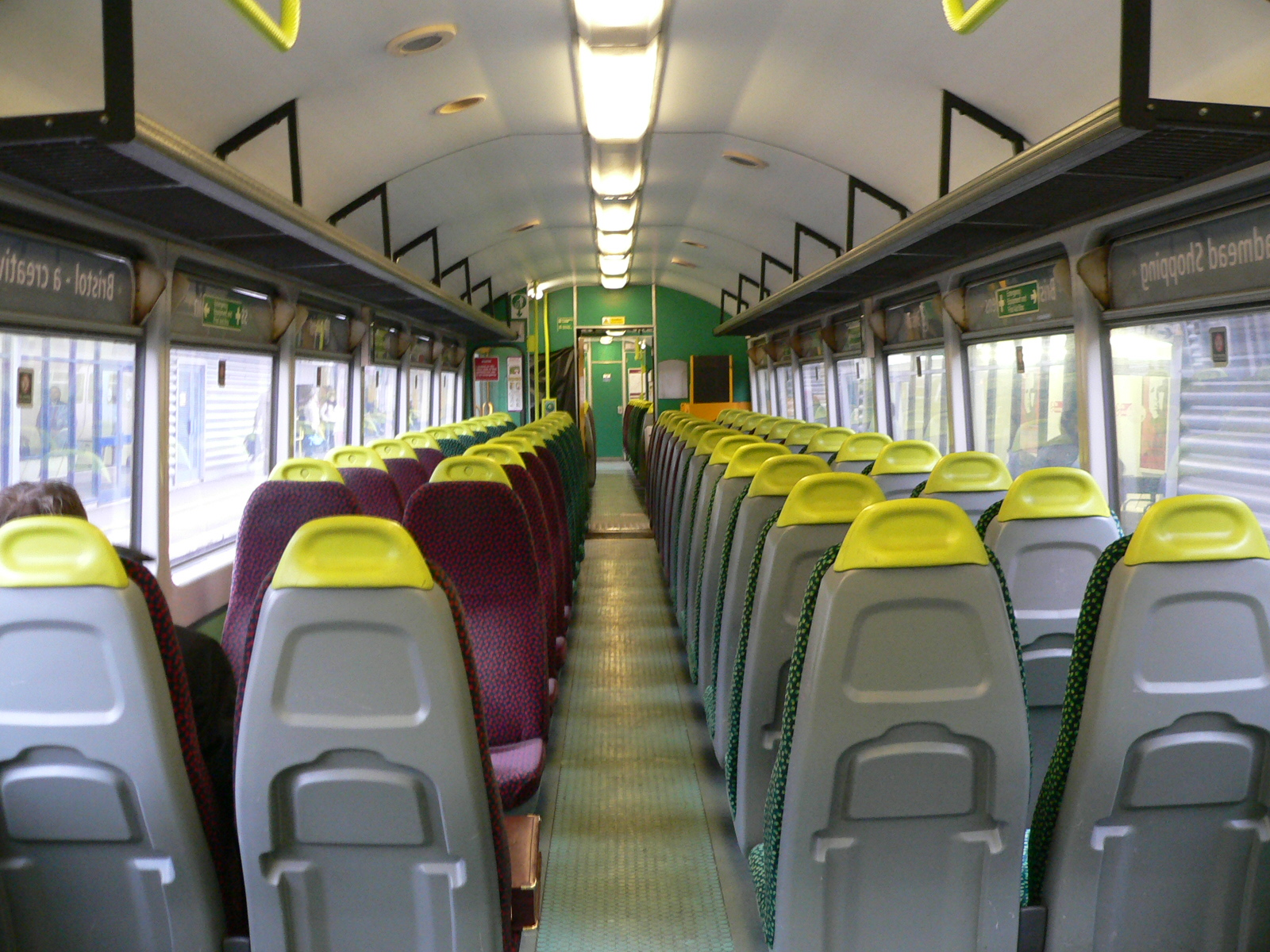
Wnętrze pociągu